# TNA+
TNA+ é um serviço de streaming de vídeo de luta livre profissional que foi lançado em 1º de maio de 2019. Ele é de propriedade e operado pela Anthem Sports & Entertainment, a empresa-mãe da promoção de luta livre profissional Total Nonstop Action Wrestling (TNA).
Originalmente conhecido como Impact Plus e sucedendo o antigo serviço Global Wrestling Network (GWN), o TNA+ oferece conteúdo de biblioteca e eventos premium ao vivo mensalmente de forma exclusiva. Desde seu relançamento em 2024 como TNA+, a plataforma utiliza a tecnologia e o ecossistema do Endeavor Streaming.

## História

### Introdução
O primeiro serviço de mídia de streaming a oferecer conteúdo da Total Nonstop Action Wrestling (TNA) sob demanda foi o TNA Video Vault, que foi lançado em 2009. O serviço mudou seu nome para "TNA On Demand" em 2010 e continuou até ser encerrado por volta do início de 2013.
A empresa anteriormente operava o canal "TNA Wrestling Plus" no YouTube, onde os usuários podiam alugar pay-per-views e documentários que haviam sido lançados anteriormente em DVD.
No início de 2017, a atual empresa-mãe Anthem Sports & Entertainment (que adquiriu e rebatizou a promoção como Impact Wrestling no mesmo ano) lançou o "Total Access TNA" (mais tarde conhecido como Total Access Impact) no Reino Unido, após o término do contrato com a emissora Challenge.
Em 10 de outubro de 2017, a promoção lançou o Global Wrestling Network (GWN). O serviço de streaming ofereceu 1.000 horas de conteúdo da biblioteca da TNA / Impact Wrestling, além de conteúdo da rede irmã Fight Network, da promoção canadense Border City Wrestling e de Wrestling at the Chase, entre outros.
Em 14 de agosto de 2018, Jeff Jarrett e sua empresa, Global Force Entertainment, anunciaram que haviam movido uma ação judicial contra a Anthem no Tribunal Distrital do Tennessee por violação de direitos autorais sobre os direitos relacionados à Global Force Wrestling (GFW). Jarrett possuía todas as propriedades relacionadas à GFW desde sua criação em 2014, apesar da breve fusão da GFW com o Impact Wrestling e o subsequente rebranding do Impact como GFW em 2017. Se a ação judicial de Jarrett tivesse sido bem-sucedida, o Impact teria que suspender imediatamente as operações do GWN.

### Lançamento
Em 28 de abril de 2019, durante seu pay-per-view Rebellion, o Impact Wrestling anunciou o lançamento do Impact Plus, um novo serviço de streaming que substituiria o Global Wrestling Network.
Em 30 de agosto de 2019, o Impact anunciou que um pacote de assinatura do Impact Plus estaria disponível no FITE TV.
Após o anúncio de que a Impact Wrestling voltaria a se chamar Total Nonstop Action (TNA) Wrestling, a empresa anunciou em 7 de dezembro de 2023 que o Impact Plus seria relançado como TNA+ e seria distribuído pela Endeavor Streaming a partir de 5 de janeiro de 2024.

## Programação

### Conteúdo atual

#### TNA/Impact Wrestling
- Todos os eventos mensais de pay-per-view
- Todos os especiais mensais da TNA+
- Todos os pay-per-views semanais da TNA (promovidos como "The Asylum Years")
- Seleção de eventos One Night Only (Todos de 2013–2015, 2017–2019; 7 dos 10 de 2016)
- Todos os episódios de TNA British Boot Camp
- Todos os episódios de Impact!
- Seleção de episódios de TNA Xplosion (Todos de 2017 até o presente)
- Seleção de episódios de TNA Legends
- Seleção de episódios de TNA Unfinished Business
- Seleção de episódios de TNA's Greatest Matches
- Seleção de episódios de TNA Epics
- Todos os episódios de Inside Impact
- Todos os especiais da Twitch
- Todos os episódios de Outside the Ropes
- Todos os episódios de Callihan Uncensored
- Todos os episódios de Before the Impact
- Todos os episódios de Gut Check
- Todos os episódios de Impact! After Shock
- Todos os episódios de TNA Reaction
- Novos episódios de Impact in 60
- Novas Classic Compilations (lançamentos em vídeo doméstico da TNA)
- Novos episódios de Hidden Gems

Fonte:

### Conteúdo removido

#### Luta clássica
- Pro Wrestling Superstars[19]
- Wrestling at the Chase

#### Luta independente
- Capital Wrestling
- International Pro Wrestling
- WrestleCade
- Superkick'd
- AML Wrestling
- Future Stars of Wrestling
- WrestlePro
- Rise Wrestling
- PCW UK
- Rocky Mountain Pro
- Great White North Wrestling
- Prestige Wrestling
- Destiny World Wrestling
- Border City Wrestling
- Championship Wrestling From Hollywood
- Championship Wrestling From Arizona
- Alpha-1 Wrestling
- Ultimate Championship Wrestling
- World Series Wrestling
- Smash Wrestling
- Lariato Pro

Fonte: